# Wölferlingen
Wölferlingen là một đô thị trong huyện Westerwald bang Rheinland-Pfalz thuộc nước Đức. Đô thị Wölferlingen có diện tích 8,23 km², dân số là 575 người (31/12/2006).